# Hyaloperonospora parasitica
Hyaloperonospora parasitica é uma espécie da família Peronosporaceae. É desde há muito considerada a causadora do míldio penugento numa variedade de espécies da família Brassicaceae, como a colza e a couve-flor, nas quais a doença pode provocar danos economicamente importantes, matando as plântulas ou afectando a qualidade de plantas destinadas a congelação.
Contudo, pesquisas filogenéticas recentes mostraram que Hyaloperonospora parasitica restringe-se a Capsella bursa-pastoris como hospedeiro vegetal. Na verdade, em regra as espécies de Hyaloperonospora são genética e biologicamente bastante distantes entre si. Cada espécie de Hyaloperonospora é altamente especializada e parasita apenas alguns poucos hospedeiros, ou até mesmo apenas um.
Assim, a antiga Hyaloperonospora parasitica foi dividida num grande número de espécies. Por exemplo, o nome taxonomicamente correcto do parasita do bem conhecido organismo modelo Arabidopsis thaliana é Hyaloperonospora arabidopsidis, e não H. parasitica, enquanto que o patógeno de Brassica chama-se Hyaloperonospora brassicae.
Sinónimos:
- Botrytis parasitica Pers., 1796